# West Bridgford
Pour l’article homonyme, voir East Bridgford.
West Bridgford est une localité du district de Rushcliffe constituant le siège du comté britannique du Nottinghamshire, dans les Midlands de l'Est, en Angleterre.